# Chu Dung Cơ
Chu Dung Cơ (tiếng Hán: 朱镕基; phanh âm: Zhū Róngjì; Wade-Giles: Chu Jung-chi; sinh ngày 23 tháng 10 năm 1928) là Thủ tướng thứ năm của Quốc vụ viện nước Cộng hòa Nhân dân Trung Hoa từ năm 1998 đến 2003. Theo một số tài liệu, ông là hậu duệ đời thứ 19 của Chu Nguyên Chương - hoàng đế khai quốc nhà Minh.

## Tiểu sử
Chu Dung Cơ sinh ngày 23 tháng 10 năm 1928 tại Trường Sa, Hồ Nam, Trung Quốc. Cha ông mất từ khi ông chưa sinh ra. Lên 10 tuổi ông mồ côi mẹ, ở với bác cả là Chu Học Phương. Chu Dung Cơ học sơ trung ở 2 trường là Sùng Đức và Quảng Tích. Học cao trung ở trường trung học tỉnh lập số 1. Từ năm 1947 đến năm 1951 học khoa cơ điện trường Đại học Thanh Hoa (Bắc Kinh). Đến năm thứ 3, Chu Dung Cơ giữ chức Chủ tịch hội sinh viên đỏ của trường.
Tháng 10 năm 1949, ông gia nhập Đảng Cộng sản Trung Quốc. Tháng 9 năm 1951 được đề bạt giữ chức Phó Văn phòng chủ nhiệm, làm thư ký cho Lý Phú Xuân. Tháng 10 năm 1951 làm việc tại phòng Kế hoạch sản xuất, Vụ Kế hoạch thuộc Bộ Công nghiệp. Tháng 12 năm 1952 tới Bắc Kinh làm tại Cục nhiên liệu và Động lực thuộc Ủy ban Kế hoạch Nhà nước. Đầu năm 1958 ông bị quy là "phần tử hữu phái chống Đảng" bị khai trừ ra khỏi Đảng Cộng sản Trung Quốc. và ông được điều đi làm giáo viên một trường cán bộ. Tới năm 1962 mới được ân xá.
Năm 1970 lại bị đưa đi cải tạo ở Trường cán bộ 57 của Ủy ban Kế hoạch Nhà nước. Ngày 1 tháng 1 năm 1987 ông trúng cử làm ủy viên dự khuyết Ban chấp hành Trung ương Đảng, giữ chức phó Bí thư Thượng Hải. Tháng 8 năm 1988 trúng cử chức Thị trưởng Thượng Hải. Tháng 8 năm 1989 ông kiêm nhiệm chức Bí thư thành ủy Thượng Hải.
Ngày 8 tháng 4 năm 1991, tại kỳ họp thứ 4 Đại hội Đại biểu Nhân dân Trung Quốc khóa 7, ông được bầu giữ chức Phó Thủ tướng Quốc vụ viện. Tháng 10 năm 1992 là Ủy viên Thường vụ Bộ Chính trị Ban chấp hành trung ương Đảng Cộng sản Trung Quốc. Ngày 29 tháng 3 năm 1993 được bổ nhiệm giữ chức Phó Thủ tướng Thứ nhất. Ngày 2 tháng 7 năm 1993 kiêm chức Thống đốc Ngân hàng Nhân dân Trung Quốc.
Tháng 3 năm 1998, Chu Dung Cơ trở thành Thủ tướng Trung Quốc và giữ chức vụ này cho tới tháng 3 năm 2003.

## Làm việc tại Thượng Hải
Năm 1987, Chu được bổ nhiệm làm thị trưởng Thượng Hải, khi đó là thành phố lớn nhất, phát triển công nghiệp nhất và giàu có nhất Trung Quốc. Trong nhiệm kỳ thị trưởng Thượng Hải, ông đã giám sát những cải tiến lớn, nhanh chóng trong lĩnh vực viễn thông, xây dựng đô thị và giao thông, đặc biệt là ở Phố Đông, một Đặc khu kinh tế lớn và nổi tiếng.
Chính trong thời gian làm Thị trưởng Thượng Hải, ông đã nổi tiếng với công chúng như một người phản đối mạnh mẽ nạn tham nhũng, và là một nhà cải cách kinh tế tài ba. Những nỗ lực của ông nhằm đơn giản hóa quy trình mà chính phủ phê duyệt các giao dịch kinh doanh đã mang lại cho ông biệt danh "One-Chop Zhu". Để cải thiện quan hệ với cộng đồng doanh nghiệp nước ngoài và thu hút lời khuyên từ bên ngoài, ông đã thành lập một ủy ban cố vấn gồm các doanh nhân nước ngoài. Trong thời gian làm việc tại Thượng Hải, ông bắt đầu mối quan hệ làm việc lâu dài với Tổng Bí thư Giang Trạch Dân, mối quan hệ này tiếp tục trong suốt sự nghiệp của Chu.
Ông cũng được biết đến trong thời gian quản lý Thượng Hải vì tuân thủ nghiêm ngặt luật pháp và kỷ luật Đảng, cũng như từ chối dành ưu đãi phi pháp cho những người thân cận. Một lần vào năm 1988, khi một số thành viên trong gia đình hỏi ông trong bữa tối liệu ông có thể bẻ cong luật cư trú của Trung Quốc để cho phép họ chuyển đến Thượng Hải, ông đã từ chối và trả lời: "Những gì tôi có thể làm, tôi đã làm được. Những gì tôi không thể làm, Tôi sẽ không bao giờ làm. "
Năm 1989, khi các cuộc biểu tình quy mô lớn nổ ra ở nhiều thành phố xung quanh Trung Quốc, thì ở Thượng Hải cũng có các cuộc biểu tình lớn, được tổ chức chặt chẽ. Không giống như cuộc đàn áp bạo lực của chính phủ đối với những người biểu tình ở Bắc Kinh, Chu đã có thể giải quyết tình hình địa phương một cách hòa bình. Tại một thời điểm, một nhóm người biểu tình đã trật bánh và đốt cháy một đoàn tàu, trong đó một số người tham gia đã bị bắt và bị xét xử, nhưng thiệt hại về nhân mạng rất ít, và Chu đã có thể giữ được thiện cảm đáng kể của công chúng trong suốt sự kiện. Sau giải quyết bạo lực của các cuộc biểu tình Thiên An Môn, đã có một cuộc đấu tranh ngắn để giành quyền kiểm soát chính quyền Trung Quốc trong Đảng Cộng sản. Chu được đề bạt làm Bí thư Đảng ủy Cộng sản Trung Quốc tại Thượng Hải vào năm 1989. Chu đã hỗ trợ Đặng lấy lại uy tín và quyền lực của mình bằng cách hỗ trợ Đặng tổ chức chuyến đi kiểm tra phía Nam năm 1992.
Năm 1990, Chu dẫn đầu một phái đoàn gồm các thị trưởng Trung Quốc đến gặp các nhà lãnh đạo chính trị và kinh doanh địa phương và quốc gia từ Hoa Kỳ, cố gắng duy trì và cải thiện các mối quan hệ chính trị và kinh doanh vốn đã bị đe dọa sau khi đàn áp các cuộc biểu tình năm 1989. Một số quan chức mà Chu đã gặp trong chuyến thăm bao gồm Richard Nixon, Henry Kissinger, Bob Dole và Nancy Pelosi. Trong chuyến thăm, Chu đã có những bài phát biểu không văn bản bằng tiếng Trung và tiếng Anh, và được các nhà báo, chính trị gia và các nhà lãnh đạo doanh nghiệp Mỹ khen ngợi vì sự thẳng thắn, cởi mở, năng lượng và nền tảng kỹ thuật của ông.
Mặc dù thể hiện mong muốn và khả năng ban hành các cải cách kinh tế và luật lớn, triệt để, cũng như cải cách chính trị nhằm làm cho chính phủ Trung Quốc hoạt động hiệu quả và minh bạch hơn, Chu nói rõ rằng ông không ủng hộ sự thay đổi chính trị mạnh mẽ. Khi được các nhà báo phương Tây hỏi vào năm 1990 liệu ông có phải là Gorbachev của Trung Quốc hay không, ông trả lời "Không, tôi là Chu Dung Cơ của Trung Quốc".

## Thủ tướng Quốc vụ viện

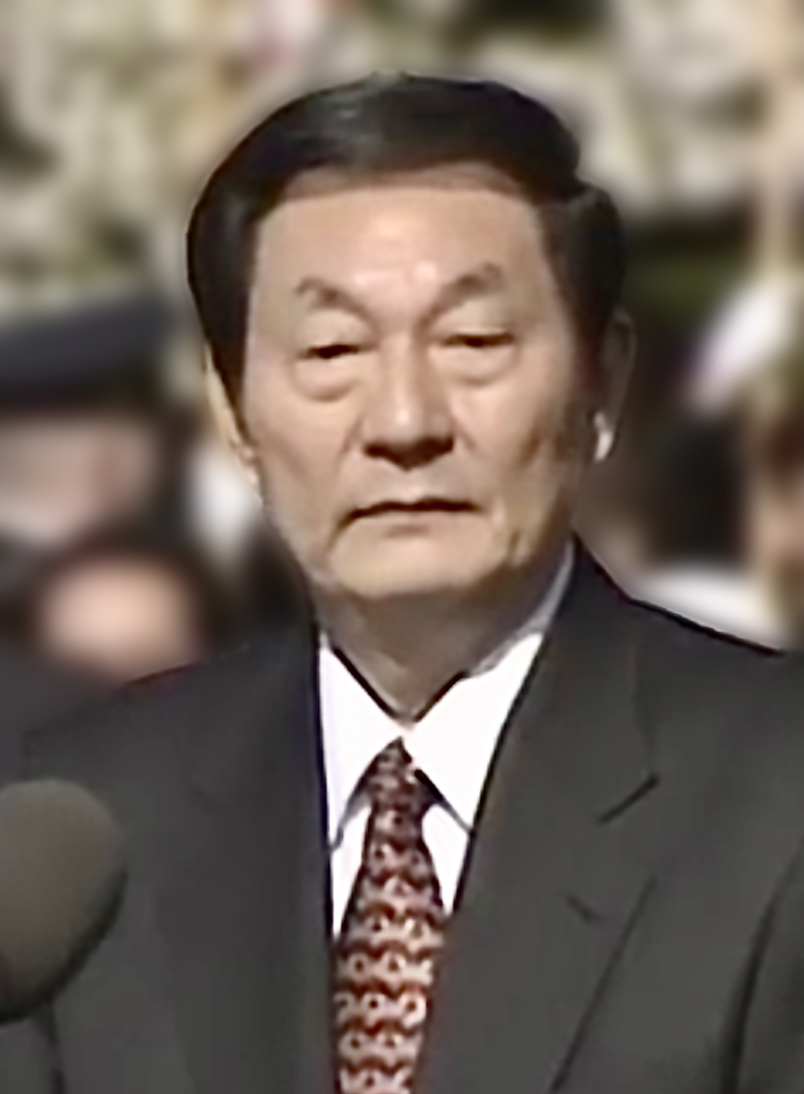
Chu Dung Cơ tại Nhà Trắng năm 1999 trong chuyến công du đến Hoa Kỳ

Trong một cuộc họp báo chung với Bill Clinton, ông đã được hỏi một số câu hỏi hóc búa: 1. ảnh hưởng của Lực lượng Vũ trang Hoa Kỳ đối với các mối quan hệ xuyên eo biển; 2. liệu có một thời gian biểu cho việc thống nhất Trung Quốc hay không; 3. ông có sẵn sàng đến thăm Đài Loan không? Chu trả lời rằng, về chính sách của Trung Quốc đối với việc thống nhất Trung Quốc, như Tổng bí thư ĐCSTQ Giang Trạch Dân đã tuyên bố rất rõ ràng, ông ấy không nghĩ mình cần phải nói lại về điều đó. Trong quá trình bàn giao Hồng Kông, Trung Quốc thực thi nghiêm ngặt một quốc gia, hai hệ thống và mức độ tự trị cao ở Hồng Kông. Ông cho rằng mọi người trên toàn thế giới đều nhận ra / có thể thấy điều này. Chính sách của Trung Quốc đối với Đài Loan thoải mái hơn nhiều. Tức là Trung Quốc cho phép Đài Loan giữ lại quân đội của chính mình, đồng thời cũng chuẩn bị để lãnh đạo Đài Loan về chính quyền trung ương Trung Quốc làm phó lãnh đạo. Người đó có thể là lãnh đạo của chính phủ trung ương của Trung Quốc không? Ông không biết, vì ông nghĩ rằng có lẽ sẽ không ai bỏ phiếu cho người đó.
Quan điểm của Chu đối với Đài Loan đã thay đổi trong thời gian ông làm Thủ tướng. Trong cuộc bầu cử Tổng thống Trung Hoa Dân Quốc năm 2000 ở Đài Loan, Chu đã cảnh báo cử tri Đài Loan không nên bỏ phiếu cho DPP, vốn ủng hộ làm xa mối quan hệ của Đài Loan với Bắc Kinh, tuyên bố, "những người ủng hộ Đài Loan độc lập sẽ không có kết cục tốt đẹp."  Thái độ đối với Đài Loan đã thay đổi sau cuộc bầu cử. Ba năm sau, trong bài phát biểu chia tay Đại hội Đại biểu Nhân dân Toàn quốc năm 2003, Chu khuyến khích các chính trị gia Trung Quốc sử dụng ngôn từ nhẹ nhàng hơn khi thảo luận về vấn đề quan hệ Trung Quốc Đại lục-Đài Loan, nói rằng Trung Quốc Đại lục và Đài Loan nên cải thiện mối quan hệ kinh tế, giao thông và văn hóa. để cải thiện mối quan hệ của họ. Trong bài phát biểu, Chu đã vô tình gọi Trung Quốc và Đài Loan là "hai quốc gia" trước khi nhanh chóng đính chính và coi họ là "hai bên". Vụ việc đã được báo chí Đài Loan đưa tin như một sự "hớ hênh". 